# О’Доннел, Хью Даб
Хью Даб О’Доннелл (ирл. Aodh Dubh Ó Domhnaill, англ. Hugh Dubh O'Donnell; ? — 1618) — ирландский дворянин из рода О’Доннелл из Тирконнелла в современном графстве Донегол.

## Биография
Младший сын Мануса О’Доннелла, короля Тирконнелла (1537—1555). Когда его брат умер, Хью Даб безуспешно пытался претендовать на титул вождя клана, который принадлежал двум его племянникам Калваху О’Доннеллу и сэру Хью О’Доннеллу. Он был поддержан в своих притязаниях Милером Магратом, который предположил, что его старшинство в семье делает его законным кандидатом.
База Хью Даба находилась в Северном Донеголе, между рекой Леннон и рекой Суилли. Он владел замками в Кахир-Ануске и Рамелтоне. Он смог пережить нападения соперничающих претендентов на титул вождя в клане О’Доннелл, но не смог заручиться поддержкой английской короны в своих претензиях, потому что его считали ненадежным. Он снова бросил вызов своим внучатым племянникам сэру Доннеллу О’Доннеллу и Хью Роэ О’Доннеллу за титул лорда рода О’Доннеллов. В 1593 году он был вынужден признать Хью Роэ в качестве короля Тирконнелла и вождя клана после того, как последний захватил его крепость Белик и казнил шестнадцать его главных сторонников. Ко времени создания Ольстерской колонизации Хью Даб все еще владел большим количеством земли.
Он известен своей долгой жизнью, пережив многих своих соперников О’Доннелл на протяжении нескольких поколений.